# سوزان ماكدونالد
سوزان ماكدونالد (بالإنجليزية: Susann McDonald) (26 مايو 1935 – 29 مايو 2025) هي عازفة قيثار ‏ أمريكية، ولدت في 26 مايو 1935 في روك أيلاند في الولايات المتحدة.

## وصلات خارجية
- سوزان ماكدونالد على موقع ميوزك برينز (الإنجليزية)
- سوزان ماكدونالد على موقع أول ميوزيك (الإنجليزية)
- سوزان ماكدونالد على موقع ديسكوغز (الإنجليزية)